# Петров Станіслав Євграфович
Станіслав Євграфович Петров (7 вересня 1939 — 19 травня 2017) — офіцер військ ППО СРСР, підполковник, який у вересні 1983 запобіг потенційній ядерній війні, коли — через помилку радянського супутника — спрацювала система попередження про ракетний напад і повідомила про початок ядерного удару з боку США.

## 26 вересня 1983
Уночі 26 вересня 1983 року підполковник Станіслав Петров ніс чергування як старший оперативний офіцер командного пункту радянської системи космічного спостереження та раннього попередження ракетного нападу в центрі стратегічних військ ППО СРСР «Серпухов-15» (Московська область). Радянський супутник 5 разів подав сигнал «запуск зі США ядерної міжконтинентальної балістичної ракети в бік СРСР». Після третього сигналу інформація автоматично надійшла  верховному головнокомандувачу СРСР, генеральному секретарю ЦК КПРС Юрію Андропову, який на той час уже був тяжко хворою людиною. На прийняття остаточного рішення про ядерний удар у відповідь у радянського державного керівництва лишалося 10 хвилин. У самого Петрова було 3 хвилини на доповідь командуванню.
У цій критичній та напруженій ситуації Станіслав Петров, поміркувавши, логічно оцінив сигнал супутника як помилкову тривогу. «Це не ракетна атака» ,— доповів він командуванню. Таким чином Станіслав Петров на власний страх і ризик завадив запуску радянських ядерних ракет у відповідь і запобіг початку ймовірної ядерної війни, котра могла перерости у Третю світову війну.

## Після інциденту
Наступне розслідування інциденту довело, що програма помилково прийняла віддзеркалення сонячних променів від висотних хмар при заході сонця за спалахи від старту двигунів ракет «Мінітмен». Петрова через його дії, що розходилися з чинною на той час службовою інструкцією, звільнили зі збройних сил СРСР у відставку в ранзі підполковника без будь-якої подяки.
Оскільки дані події були державною та військовою таємницею та через політичну напруженість «Холодної війни», вчинок Петрова став відомим громадськості лише у 1998 році.

## Нагороди
- 19 січня 2006 року в штаб-квартирі ООН у Нью-Йорку Станіславові Євграфовичу Петрову вручили спеціальну нагороду міжнародної організації ЮНЕСКО «Асоціація громадян світу». На кришталевій статуетці «Рука, що тримає земну кулю» було викарбувано напис: «Людині, яка запобігла ядерній війні».
- 24 лютого в Баден-Бадені Станіслав Петрович отримав премію в галузі німецьких ЗМІ за 2011 рік.
- 17 лютого 2013 року став лауреатом Дрезденської премії, що вручається за запобігання військовим конфліктам (25000 євро).

## Згадки у творах
- У 2014 році вийшов присвячений Станіславу Петрову документально-художній фільм данського режисера «Людина, яка врятувала світ».
- Вільна версія біографії Станіслава Петрова викладається в першій серії американського науково-фантастичного серіалу Піонер Один[en] (англ. Pioneer One).

## Згадки в мистецтві
У 2017 році створено пам'ятну нотатку та артмарку від американського мейл-артиста Cascadia Artpost, присвячену Станіславу Петрову (фондова збірка Мейл Арт Музей, м. Львів).